# هیساشی کاتو
هیساشی کاتو (به انگلیسی: Hisashi Kato) بازیکن فوتبال اهل ژاپن و عضو تیم ملی فوتبال ژاپن است که در تاریخ ۲۳ نوامبر ۱۹۷۸ میلادی اولین بازی ملی‌اش را انجام داد. او در ۶۱ بازی ملی حضور داشت و آخرین بازی ملی خود را در تاریخ ۲۶ اکتبر ۱۹۸۷ میلادی انجام داد. هیساشی کاتو در بازی‌های ملی‌اش
۶ گل به ثمر رساند.